# قهرمان آرتساخ
قهرمان آرتساخ (ارمنی: Արցախի հերոս) بالاترین عنوان در جمهوری آرتساخ می‌باشد. نام نشان قهرمان آرتساخ «عقاب طلایی» است.
طبق گفته وبگاه رسمی رئیس‌جمهور جمهوری آرتساخ، عنوان «قهرمان آرتساخ» به کسانی اعطا می‌گردد که خدمات منحصر به فردی انجام دهد مانند:(حفظ و تقویت ارزشهای ملی، دفاع از کشور، تقویت و پیشرفت اقتصادی کشور).
روبرت آباجیان ۲۴ امین فردی است که عنوان «قهرمان آرتساخ» به او اعطا شد؛ او جوانترین فردی است که نشان «عقاب طلایی» به او اعطا شده است.

## دریافت‌کنندگان[۴][۵]
تا سال ۲۰۱۹ ۲۷ تن نشان قهرمان آرتساخ را دریافت نموده‌اند:
- سامول بابایان[۵][۴]
- وازگن سارگسیان[۵][۴]
- بکور آشوت[۵][۴]
- مونته ملکونیان[۵][۴]
- سیران اوهانیان[۵][۴]
- روبرت کوچاریان[۵][۴]
- کریستاپور ایوانیان[۵][۴]
- مانوئل گریگوریان[۵]
- ساموئل کاراپتیان (فرد نظامی) Սամվել Կարապետյան[۵][۴]
- سرژ سارگسیان[۵][۴]
- پتروس قوندیان[۵][۴]
- یوری بوغوسیان[۵][۴]
- موسس هاکوبیان[۵][۴]
- ویتالی بالاسانیان[۵][۴]
- گئورگی گاسپاریان hy:Գեորգի Գասպարյան[۵][۴]
- واهاگن وارتوانیان hy:Վահագն Վարդևանյան[۵][۴]
- زوری بالایان[۵][۴]
- آرشاویر قارامیان hy:Արշավիր Ղարամյան[۵][۴]
- آرکادی قوکاسیان[۵][۴]
- آرکادی تر-تادئوسیان[۵][۴]
- شاهن مغریان[۸][۴]
- پارگو آرکپیسکوپوس مارتیروسیان[۹][۴]
- روبرت آباجیان[۱۰][۴]
- آرتور آقابکیان[۴][۱۱]
- ژانا گالستیان[۱۲]
- لئونید آزگالدیان[۷]
- ولادیمیر بالایان hy:Վլադիմիր Բալայան[۷]